# Малоархангельськ
Ма́лоарха́нгельськ (рос. Малоархангельск) — село у складі Красночикойського району Забайкальського краю, Росія. Адміністративний центр та єдиний населений пункт Малоархангельського сільського поселення.
Стара назва — Мало-Архангельське.

## Населення
Населення — 947 осіб (2010; 992 у 2002).
Національний склад (станом на 2002 рік):
- росіяни — 99 %